# Wladimir Swertschkoff
Wladimir Swertschkoff (en russe : Владимир Дмитриевич Сверчков, Vladimir Dmitrievitch Svertchkov, ou Wladimir von Schwertskoff), né le 4 septembre 1821 à Loviisa dans le grand-duché de Finlande, appartenant alors à l'Empire russe, mort le 14 juillet 1888, est un peintre russe de vitraux.

## Biographie
Fils d'un général russe qui était en garnison dans le grand-duché de Finlande, il étudia dans le corps du génie et devint sous-lieutenant, mais il abandonna la carrière militaire et poursuivit ses études à partir de 1842 à l'Académie des Beaux-Arts de Saint-Pétersbourg, puis il étudia à Rome entre 1844 et 1846 et enfin à Munich avec Arnold Böcklin. Il devint à partir de 1848-1849 peintre à la Cour de Nicolas Ier de Russie, puis d'Alexandre II. Pendant la guerre de Crimée, il suivit les troupes impériales russes et fut peintre de guerre. Ensuite, il décora le palais impérial du tzar (qui était aussi Grand-Duc de Finlande) à Helsingfors, aujourd'hui Helsinki.
Après la guerre, il se rendit à Munich et à Paris, où il visita nombre de musées et ateliers de ses amis peintres, puis retourna en Allemagne. De retour à Munich, il s'intéressa au travail du vitrail et dessina par la suite de nombreux projets à son atelier de Schleissheim. Ainsi en 1867, il dessina le vitrail représentant la reine Catherine Maansdatter, épouse d'Éric XIV de Suède en la cathédrale d'Åbo. Il fut l'auteur de plus de 300 vitraux. A l'exposition de 1868 à Saint-Pétersbourg, il présenta trois vitraux : Le Christ glorieux, un Grand blason impérial et un vitrail représentant les armes de la Russie. Ces trois vitraux furent achetés par Alexandre II. En 1873, il exposa ses vitraux à l'exposition universelle de Vienne, puis voyagea à Florence où il peignit des natures mortes et des fleurs. Finalement il se fit construire une grande villa dans la capitale toscane avec un atelier pour ses vitraux, où il put recevoir ses amis artistes, en particulier Arnold Böcklin Il reçut une médaille d'argent en 1876 de l'empereur, puis partit vivre à Florence où il mourut le 2 (14) juillet 1888. Il est enterré au cimetière non-catholique de Florence.
Ses œuvres sont visibles au musée Stiglietz à Saint-Pétersbourg, à Munich, à Florence, à Helsinki, à Turku, à Moscou et Berlin.
Swertschkoff a eu pour élève et collaborateur Carl de Bouché.